# Merzbox
Die Merzbox ist eine von Merzbow veröffentlichte Sammlung von 50 Alben. Neben den Alben enthält die Merzbox auch noch ein Buch, eine CD-ROM, ein T-Shirt, ein Poster, Postkarten, Sticker und ein Medaillon. Die Merzbox wurde im Jahr 2001 veröffentlicht.
Das Buch enthält eine Biografie über Masami Akita, dem Musiker hinter Merzbow, geschrieben von Brett Woodward und anderen Musikern, die von Merzbow inspiriert wurden, wie Jim O’Rourke, Damion Romero, Achim Wollscheid und Eugene Thacker. Die CD-ROM wurde von dem bekannten Melbourner Multimedia-Designer Troy Innocent gestaltet.

## Trackliste
(Anmerkung: Die Trackliste für die CDs 5 und 6, wie sie in der Merzbox zu sehen sind, sind vertauscht. Untenstehende Titelliste ist in der richtigen Reihenfolge.)
1. 1979 – OM Electrique :
  1. OM Electrique Part 1 (31:17)
  2. OM Electrique Part 2 (7:55)
  3. Untitled Taped Drum Solo (8:59)
  4. Untitled Guitar Solo (10:25)
2. 1980 – Metal Acoustic Music :
  1. Balance Of Neurosis (46:59)
3. 1980 – Remblandt Assemblage :
  1. Remblandt Assemblage (9:44)
  2. Voice Of Scwitters (2:09)
  3. Theme Of Dadaist (9:39)
  4. Hans Arp (1:47)
  5. Tape Dada (5:52)
  6. Music Concret (2:34)
  7. Prepare Guitar Solo 1 (17:32)
  8. Prepare Guitar Solo 2 (3:59)
4. 1981 – Collection Era Vol. 1 :
  1. Electric Environment (24:00)
  2. Untitled Material Action (23:57)
  3. Telecom Manipulation (18:18)
5. 1981 – Collection Era Vol. 2 :
  1. Untitled (5:17)
  2. Untitled (5:59)
  3. Untitled (10:35)
  4. Untitled (6:13)
  5. Untitled (4:53)
  6. Untitled (6:51)
  7. Untitled (3:14)
  8. Untitled (22:52)
6. 1981 – Collection Era Vol. 3 :
  1. Merz Rock 1 (1:58)
  2. Merz Rock 2 (8:23)
  3. Merz Gamlan 1 (15:54)
  4. Merz Gamlan 2 (5:55)
  5. Merz Scat (11:29)
  6. Merztronics Jazz Mix (11:45)
  7. Merztronics Rhythm Mix (11:17)
7. 1981 – Paradoxa Paradoxa :
  1. Paradoxa Paradoxa Pt.1 (46:14)
  2. Paradoxa Paradoxa Pt.2 (26:08)
8. 1981 – Material Action for 2 Microphones :
  1. Hoochie Coochie Scratched Man (25:31)
  2. Yumin, Non Stop Disco (21:14)
  3. New Acoustic Music No.7 (23:58)
9. 1982 – Yantra Material Action :
  1. Untitled (11:25)
  2. Untitled (2:52)
  3. Untitled (1:48)
  4. Untitled (4:37)
  5. Untitled (1:06)
  6. Untitled (8:40)
  7. Untitled (7:26)
  8. Untitled (4:35)
10. 1982 – Solonoise :
  1. Solonoise Pt.1 (23:55)
  2. Solonoise Pt.2 (23:42)
  3. Solonoise Pt.3 (22:21)
11. 1982 – Expanded Music :
  1. Manipulation 1 (17:37)
  2. Manipulation 2 (5:28)
  3. Manipulation 3 (6:36)
  4. Manipulation 4 (3:53)
  5. Manipulation 5 (2:51)
  6. Manipulation 6 (2:15)
  7. Manipulation 7 (1:57)
  8. Manipulation 8 (5:45)
  9. M.F.S. W 1 (18:58)
12. 1982 – Nil Vagina Tape Loops :
  1. Nil Vagina Tape Loop No.0 (14:08)
  2. Nil Vagina Tape Loop No.1 (30:19)
  3. Nil Vagina Tape Loop No.2 (28:28)
13. 1983 – Material Action 2 (N.A.M.) :
  1. Nil ad Mirari (22:47)
  2. Nimbus Alter Magneto Electricity (18:12)
14. 1983 – Mechanization Takes Command :
  1. Electric Pygmy Decollage (14:12)
  2. Machanization Takes Command (11:01)
  3. Peaches Red Indian (10:46)
  4. Sahara (5:44)
  5. Iggy (3:15)
  6. Suicidal Machine (14:17)
  7. Ai-Da-Ho (10:19)
15. 1983 – Dying Mapa Tapes 1-2 :
  1. Denigration (10:07)
  2. Indifferent Pt.1 (6:20)
  3. Indifferent Pt.2 (8:01)
  4. Ooinon For Satva Karman (Sprashutavia) Decoup (21:46)
  5. Dharma Kamarage (22:17)
16. 1983 – Dying Mapa Tapes 2-3 :
  1. Sukha, Chanda, Tanno, Kless (23:28)
  2. Genetic Erotic (Sie Wiro Weib) (22:57)
  3. Rejet, Ictus, Connotation, Accompagnement, Penisersatz, Stigma Indelible Etc. (23:14)
17. 1984 – Agni Hotra :
  1. Agni Hotra (18:26)
  2. Asagaya In Rain (3:51)
  3. Swamp Metal (6:29)
  4. Loops In Flames (12:30)
  5. Arbertus Magnus (7:14)
  6. Kunyan (7:52)
  7. Untitled Waves (6:45)
18. 1984 – Pornoise/1kg Vol.1 :
  1. Industrial (3:32)
  2. Loop Fuck 1 (6:12)
  3. Loop Fuck 2 (5:39)
  4. Obituary 1 (5:15)
  5. Obituary 2 (7:12)
  6. Night Noise White (31:24)
19. 1984 – Pornoise/1kg Vol.2 :
  1. New Karhma (31:24)
  2. Dynamite Don Don Pt.1 (16:54)
  3. Dynamite Don Don Pt.2 (13:16)
20. 1984 – Pornoise/1kg Vol.3 :
  1. UFO vs British Army (30:46)
  2. Toy 69 (28:55)
21. 1984 – Pornoise Extra :
  1. Flesh Radio 1 (4:49)
  2. Flesh Radio 2 (4:51)
  3. Dance Of Dharma-Kala (13:29)
  4. Psychotic Orange (0:42)
  5. Helgas Death Disco (5:34)
  6. Eros Pandra (8:28)
  7. Kirie (6:45)
  8. Domine (5:54)
  9. Chopin Is Dead (5:55)
  10. Risa Supersex (2:55)
22. 1985 – Sadomasochismo/The Lampinak :
  1. Antimony Pt.1 (10:30)
  2. Antimony Pt.2 (13:05)
  3. Eyes Of Isonokami (11:40)
  4. The Lampinak – Sarpent Power (10:29)
  5. Carcass On The Floor (4:35)
  6. Village Of 8 Graves (4:30)
23. 1986 – Mortegage/Batztoutai Extra :
  1. Anus Anvil Anxiety (Long Version) (14:40)
  2. Radio 1511 (24:01)
  3. Mortegage Inc. Batztoutai (23:21)
24. 1987 – Enclosure/Libido Economy :
  1. Enclosure (17:27)
  2. Scarabe (5:33)
  3. Interline No.1-3 (18:10)
  4. Itch (5:39)
  5. Libido Economy No.1 (5:39)
  6. Libido Economy No.2 (5:32)
25. 1987 – Vratya Southward :
  1. Electroacoustic Voyage (23:47)
  2. Electric Red Desart (18:19)
  3. Lightning (19:10)
26. 1988 – Live In Khabarovsk, CCCP (I'm Proud By Rank Of The Workers) :
  1. Live At Trade Unions Place Of Culture Hall 23 March 1988 (29:21)
  2. Live At Soviet Army Officers House Hall 24 March 1988 (28:13)
27. 1988 – Storage :
  1. War Storage Pt.1 (23:02)
  2. War Storage Pt.2 (23:48)
  3. War Storage Pt.3 (21:08)
28. 1988 – Fission Dialogue :
  1. White Gamlan (16:27)
  2. Fission Dialogue (9:08)
  3. Inside Tangues In Tera-Aspic (32:11)
29. 1988 – Collaborative :
  1. Joint (20:51)
  2. Code-Gerausch-Aggregate (20:12)
  3. Jointed (7:06)
30. 1988 – Crocidura Dsi Nezumi :
  1. Mustela Erminea Nippon (23:00)
  2. Mustela Sixasa Namiyei (Including: The Revenge Of The Son Of Monster Magnet) (23:50)
  3. Strange Strings (16:16)
31. 1989 – KIR Transformation :
  1. KIR Transformation (40:40)
32. 1989 – SCUM – Scissors for Cutting Merzbow|Scissors For Cutting Merzbow Vol.1 :
  1. Cockchola (12:54)
  2. Extract 1 (4:21)
  3. Extract 2 (5:48)
  4. Extract 3 (1:18)
  5. Extract 4 (5:59)
  6. Kinetic Environment (11:46)
  7. Yeah, But That Was Just Dyke Stuff Great Nude Variation No.2 (17:46)
33. 1989 – SCUM – Scissors for Cutting Merzbow|Scissors For Cutting Merzbow Vol.2 :
  1. Music For Funk Arts No.1 (22:51)
  2. Music For Funk Arts No.2 (22:09)
  3. Great Nude Variation No.1 (12:05)
  4. Extract 5 (3:40)
34. 1989 – SCUM – Severances :
  1. UP Steel CUM (16:24)
  2. Catabolism Variation Stereo No.1 (14:02)
  3. Deaf Forever / Wild Thing / Electric Shaver Forest / De-Soundtrack Variation No.1 / Rap The Khabarovsk (31:01)
35. 1989 – SCUM – Steel Cum :
  1. Mona (2:51)
  2. Great Nude Variation No.3 (5:57)
  3. Duck Exercise (17:14)
  4. Blues In C Minor (24:23)
  5. Body (6:09)
36. 1990 – Cloud Cock OO Grand :
  1. Brain Forest For Metal Acoustic Concret (23:57)
  2. Spinnozaamen (24:01)
  3. Autopussy Go No Go (7:40)
  4. Modular (15:12)
  5. Postfix (8:26)
37. 1990 – Newark Hellfire – Live On WFMU, 1990 :
  1. Newark Hellfire (58:45)
38. 1990 – Hannover Cloud
  1. Magnetic Void (20:35)
  2. Rocket Bomber (15:17)
  3. Untitled Cock (6:13)
  4. Autopussy Go No Go 2 (13:22)
39. 1991 – Stacy Q, Hi Fi Sweet Leaf :
  1. Decomposed Cockoo (26:29)
  2. Stacy Q, Hi Fi Sweet Leaf (26:28)
40. 1992 – Music For True Romance Vol.1 :
  1. True Romance Theme (3:52)
  2. Music Cave (2:27)
  3. She Floating – Preparation (15:43)
  4. She Mutilation – Main Ritual (15:17)
  5. Injured Imperial Soldiers Marching Song (22:29)
41. 1993 – Brain Ticket Death :
  1. Metal Of Doom (6:36)
  2. Electric Peekaboo (3:45)
  3. Iron Caravan (5:33)
  4. Brain Ticket Death (34:01)
42. 1993 – Sons Of Slash Noise Metal :
  1. In-A-Gadda-Veddah (16:53)
  2. Cross Toad (10:57)
  3. Slash Embryo (32:34) :
43. 1994 – Exotic Apple :
  1. Sunohara Youri Is Suzanna Erica (10:16)
  2. Moon Over The Bwana A (5:30)
  3. Apple Rock 1 (14:20)
  4. Apple Rock 2 (16:17)
  5. Apple Rock 3 (7:23)
  6. Apple Rock 4 (7:55)
44. 1995 – Liquid City :
  1. Liquid City 17-1-95 (19:11)
  2. Dalitech Filters (21:09)
  3. Tiabguls (9:16)
  4. Cheese Car Commando (7:35)
45. 1995 – Red Magnesia Pink :
  1. Minus Zero (5:57)
  2. Etic (4:08)
  3. Delta X (4:33)
  4. Tremelo Man (10:27)
  5. Euclids Pickel (13:48)
  6. Chameleon Body (9:18)
  7. Little Bang! (7:38)
  8. You – Bahn (5:27)
46. 1995 – Marfan Syndrome :
  1. Marfan Syndrome For Blue (Remix) (7:07)
  2. Oldenbergs Soft Gun (18:39)
  3. Spider Nest Castle Pt.1 (12:26)
  4. Un Br Che (11:25)
  5. Yosef Voice (2:12)
47. 1996 – Rhinogradentia :
  1. Rhinogradentia (14:52)
  2. Silver Scintillator (16:41)
  3. Narco (24:02)
48. 1997 – Space Mix Travelling Band :
  1. Travelling 1997 (20:04)
  2. Floating Manhattan (14:06)
  3. Hongkong Suite (24:52)
49. 1997 – Motorond :
  1. Motorond Pt.2 (31:25)
  2. Motorond Pt.1 (27:53)
50. 1997 – Annihiloscillator :
  1. Hair Gun (13:16)
  2. Kyoko Hamara Air Clyster (12:14)
  3. Black Brain Of Piranese (13:26)
  4. Soft Parts 1&2 (17:29)
  5. Wild Pair (3:50)

Eine limitierte Edition der Merzbox enthielt außerdem:
1. 1997 – Decomposition 001 (mit Eugene Thacker) :
  1. Decomposition 001 (43:53)
  2. Erotodatavirus 9.1.3 (15:20)
2. 1997 – Decomposition 002 (mit Shane Fahey) :
  1. Decomposition 002-1 (20:14)
  2. Decomposition 002-2 (30:47)
  3. Water-drip-code (13:32)